# Área metropolitana de Bend
El Área Estadística Metropolitana de Bend, OR MSA , como la denomina la Oficina de Administración y Presupuesto, es un Área Estadística Metropolitana centrada en la ciudad de Bend, que solo abarca el condado homónimo en el estado de Oregón, Estados Unidos. Su población según el censo de 2010 es de 157.733 habitantes, convirtiéndola en la 251.º área metropolitana más poblada de los Estados Unidos.

## Área Estadística Metropolitana Combinada
El área metropolitana de Bend es parte del Área Estadística Metropolitana Combinada de Bend-Prineville, OR CSA junto con el Área Estadística Micropolitana de Prineville, OR µSA; totalizando 178.711 habitantes en un área de 15.648 km².

## Comunidades
Ciudades, villas y pueblos
- Bend
- La Pine
- Redmond
- Sisters

Lugares no incorporados y lugares designados por el censo
| - Alfalfa - Black Butte Ranch - Brothers - Cloverdale - Deschutes - Deschutes River Woods - Elk Lake - Hampton | - Millican - Plainview - Prineville Junction - Shevlin - Sunriver - Terrebonne - Three Rivers - Tumalo |